# Eimer (Volumenmaß)
Ein Eimer war früher auch ein Volumenmaß, auch Schankeimer, Schenkeimer als Schankmaß. In den Salzwerken in Halle an der Saale wurde der Eimer als Satzmaß auch „Fülleimer“ genannt.
Die Maße sind durchwegs abweichend, es lassen sich aber zwei Sorten eingrenzen, der „große“ Eimer mit rund 100 Litern, der Maßen wie Fass, Zuber/Bütte, Tonne vergleichbar ist und sich auf Bottiche bezieht, und der „kleine“, der dem heutigen Handeimer (Kübel) von etwa 10–15 Liter entspricht.

## Definition und Umrechnungen
- Schankeimer:
  - Deutsches Maß: 1 Eimer = 60 Maß = ca. 64 Liter (Bayern), ca. 67,4 Liter (Sachsen) und ca. 56,5 Liter (Österreich) und 168 Liter - Volumen des Kepler-Kessels - (Baden)[2]
  - Würzburger Eimer Wein: 1 Eimer = 56 Maß („Maaß Mühlbacher Eich“), 75 Liter[3]
  - Böhmen (1842) 1 Eimer = 32 Pinten = 128 Seidel = 0,9581 bayerische Schenkeimer = 61,453 Liter
  - Öhringer Maß (um 1800) 1 Eimer ≈ 90 Liter
  - Österreich (vor 1871) 1 Eimer = 40 Mass = 160 Seidel = 56,589 Liter
  - Preußen (Weinmaß nach 1816) 1 Eimer = 2 Anker = 60 Quart ≈ 68,7 Liter
  - Thüringen 1 Eimer = 36 Kannen = 67,362 Liter[4]
  - Ungarn (vor 1871) 1 Eimer = 53,72 Liter
    - 1 niederungarischer Eimer= 100 Halbe (ungarische) = 0,8876 Schenkeimer (Bayern) = 2868 Pariser Kubikzoll = 56 7/9 Liter
    - 1 oberungarischer Eimer = 1,19 Schenkeimer (Bayern) = 3824 Pariser Kubikzoll = 76 2/9 Liter

  - Württembergisches Maß (1806 bis 1871):[5]
    - Trübeich: 1 Eimer = 306,78649 Liter
    - Helleich: 1 Eimer = 293,927173 Liter = 16 Imi; 1 Imi = (18,37 Liter) = 10 Maß[6]
    - Schenkeich: 1 Eimer = 267,2065213 Liter
- Handeimer:
  - Im deutschsprachigen Raum im 19. Jh. allgemein um die 12 Liter
  - Siebenbürgen (1842): 1 Eimer = 8 Maß = 32 Seidel = 0,1922 bayerische Schenkeimer = 12,328 Liter
  - Russland: 1 Eimer (Wedro) = 12,3 Liter
  - Am Oberrhein: 1 Eimer = 24 Maß zu je 4 Schoppen (1/3 Liter) = 32 Liter[7]